# Harminckettesek tere
Harminckettesek tere est une place située presque au croisement du grand boulevard (nagykörút) et de Baross utca, entre les quartiers de Csarnok et Corvin, dans le 8e arrondissement de Budapest. Sa forme triangulaire accueille en son centre une statue en l'honneur du trente-deuxième régiment d'infanterie mis en place par Marie-Thérèse d'Autriche (32. honvéd gyalogezred ; harminckettesek signifiant littéralement « Ceux du trente-deuxième »).